# Odstęp QT

Odstęp QT na schemacie zapisu EKG pojedynczego cyklu pracy serca

Odstęp QT – fragment zapisu elektrokardiograficznego od początku załamka Q do końca załamka T, obejmujący wspólny czas trwania zespołu QRS, odcinka ST i załamka T. Czas jego trwania i morfologia zapisu odpowiada depolaryzacji i repolaryzacji mięśniówki komór. Nieprawidłowy odstęp QT stwarza predyspozycję do występowania groźnych dla życia komorowych zaburzeń rytmu.

## Odstęp QT
Odstęp QT obejmuje wspólny czas trwania zespołu QRS, odcinka ST i załamka T niezależnie od tego czy zespół QRS rozpoczyna się od załamka Q czy R. Długość odstępu QT zależy od rytmu serca, a także w minimalnym stopniu od płci i wieku badanej osoby i odpowiada w zapisie elektrokardiograficznym czasowi od rozpoczęcia depolaryzacji mięśnia komór do zakończenia okresu ich repolaryzacji.

## Skorygowany odstęp QT
Dla celów diagnostycznych najczęściej używany jest wzór Bazetta (od nazwiska jego twórcy fizjologa Henry’ego Cuthberta Bazetta)
{\displaystyle QT_{B}={\frac {QT}{\sqrt {RR}}}}
gdzie:
{\displaystyle QT_{B}} – skorygowany odstęp QT
{\displaystyle RR} – odstęp od początku zespołu QRS do początku następnego zespołu QRS mierzony w sekundach.
Wartości QT skorygowane według wzoru Bazetta są zawyżone przy częstotliwości rytmu serca powyżej 100/min, natomiast zaniżone przy wartościach rytmu serca poniżej 50/min.
Inne wzory stosowane w obliczeniu QTc:
- wzór Fridericii (od nazwiska jego twórcy duńskiego lekarza Louisa Sigurda Fridericii[6])

{\displaystyle QT_{F}={\frac {QT}{\sqrt[{3}]{RR}}}}
- wzór Framigham (od nazwy badania, podczas którego został opracowany)[7]

{\displaystyle QT_{LC}={QT+0{,}154(1-RR)}}
- wzór Hodgesa (od nazwiska jego twórcy M. Hodgesa[8])

{\displaystyle QT_{H}={QT+1{,}75(HR-60)}}
- wzór Ashmana (od nazwiska jego twórcy amerykańskiego lekarza Richarda Ashmana[9])

{\displaystyle QT_{A}={K_{1}\log(10[RR+K_{2}])}}
gdzie {\displaystyle K_{1}} = 0,390 dla kobiet i 0,380 dla mężczyzn, a {\displaystyle K_{2}} = 0,07

## Obliczenia skorygowanego odstępu QT
- Odstęp QT może różnić się długością trwania między poszczególnymi odprowadzeniami, wtedy kiedy końcowa część załamka T leży na linii izoelektrycznej w niektórych odprowadzeniach. W takim przypadku jako właściwy należy przyjąć najdłuższy zmierzony odcinek QT.
- Załamek T może się łączyć z załamkiem U tworząc połączenie nie leżące w linii izoelektrycznej. W takim przypadku należy przyjąć jako koniec odstępu QT początek załamka U.
- Załamek T może się łączyć z załamkiem P tworząc połączenie nie leżące w linii izoelektrycznej. W takim przypadku należy przyjąć jako koniec odstępu QT początek załamka P[10].

Automatyczna analiza EKG, gdy wskazuje na wydłużenie QT, wymaga manualnej weryfikacji.

## Norma skorygowanego odstępu QT
| QTc (ms)   | Dzieci (1–15 lat) | Kobiety | Mężczyźni |
| ---------- | ----------------- | ------- | --------- |
| prawidłowe | <440              | <450    | <430      |
| graniczne  | 440–460           | 450–460 | 430–450   |
| wydłużone  | >460              | >460    | >450      |

## Nieprawidłowy odstęp QT
Nieprawidłowy odstęp QT stwarza predyspozycję do występowania groźnych dla życia komorowych zaburzeń rytmu. Podczas ostrej fazy zawału mięśnia sercowego oraz po przebytym zawale mięśnia sercowego wydłużenie odstępu QT najczęściej powoduje częstoskurcz komorowy. W przypadku wrodzonego wydłużenia odstępu QT oraz wydłużenia odstępu QT związanego ze stosowaniem leków najczęściej występują torsade de pointes, migotanie komór lub torsade de pointes przechodzące w migotanie komór.

### Wrodzone skrócenie odstępu QT
- zespół krótkiego QT

### Nabyte skrócenie odstępu QT
- hiperkalcemia
- hiperkaliemia
- wysiłek fizyczny

### Wrodzone wydłużenie odstępu QT
- zespół Andersen-Tawila[15][16]
- zespół Jervella i Lange-Nielsena
- zespół Romano-Warda[5]

### Nabyte wydłużenie odstępu QT
- choroby ośrodkowego układu nerwowego
  - krwiak śródczaszkowy
  - nadciśnienie śródczaszkowe
  - przerzuty nowotworowe do mózgu
  - tętniak tętnic mózgowych
  - zakrzep śródczaszkowy
- guz chromochłonny
- hipotermia
- jadłowstręt psychiczny
- leki przeciwarytmiczne z grupy I (chinidyna, dyzopiramid, prokainamid, apryndyna)
- leki przeciwarytmiczne z grupy III (amiodaron i sotalol)
- leki psychotropowe (imipramina, tiorydazyna)
- uszkodzenie i niedokrwienie mięśnia sercowego
- zaburzenia elektrolitowe
  - hipokalcemia
  - hipokaliemia
  - hipomagnezemia
- zatrucie fosforanami organicznymi[5]
- zawał mięśnia sercowego